# San Antonio, Tres Valles
San Antonio är en ort i Mexiko.   Den ligger i kommunen Tres Valles och delstaten Veracruz, i den sydöstra delen av landet, 300 km öster om huvudstaden Mexico City. San Antonio ligger 28 meter över havet och antalet invånare är 222.
Terrängen runt San Antonio är platt. Runt San Antonio är det ganska tätbefolkat, med 139 invånare per kvadratkilometer. Närmaste större samhälle är El Capulín, 2,7 km sydväst om San Antonio. Trakten runt San Antonio består till största delen av jordbruksmark.